# Іракський динар
Іракський динар (араб. دينار عراقي; англ.Dinar) — офіційна грошова одиниця Іракської республіки, рівна 1000 філсів. В обігу перебувають монети в 25, 50, 100 динар та банкноти в 250, 500, 1 000, 5 000, 10 000, 25 000 та 50 000 динар.

## Історія
До і під час Першої світової війни Ірак був складовою Османської імперії. Офіційною валютою імперії був османський піастр, але найпоширенішою монетою на території майбутнього Іраку була індійська рупія, пов'язана з фунтом стерлінгів.
Після захоплення в 1916 році частини території нинішнього Іраку британськими військами Ірак був відірваний від Османської імперії. Англійці оголосили національною валютою індійську рупію та вилучили з обігу османський піастр.
Іракський динар був викарбуваний і введений в обіг в 1931/1932 роках, замінивши індійську рупію, яка була офіційною валютою британського мандата. Як підготовчі заходи до переходу до самостійної валюті в квітні 1932 року почав діяти валютний комітет з іракської валюти, який і створив іракський динар. Комітет діяв до 16 листопада 1947 року, коли його функції замінив Центральний банк Іраку.
Іракський динар дорінював вартості британського фунта. Британці надавали потужну підтримку іракській національній валюті, забезпечуючи стабільний обмінний курс 1 динар = 1 фунт . Це тривало до 1959 року, коли динари перевели на привязку до долара США за курсом 1 динар = 2,8 дол США..

### Саддамівська епоха
Динари, що були в обігу між 1986 і 2003 роками знані як «динари Саддама». У постійному обігу вони з'явилися після першої війни в Перській затоці, і на них був зображений портрет Саддама Хусейна. Ще до початку війни в Затоці іракський динар не відрізнявся стабільністю, банківська система впала, почалася гіперінфляція. 1990 року один динар коштував $3  До першої війни в Перській затоці іракська валюта була однією з найстабільніших у світі. За один іракський динар давали 3,3 долара США. Проте після вторгнення військ Саддама Хусейна до Кувейту в 1990 році і «Бурі в пустелі», що відбулася далі, через економічні санкції динар впав у ціні.
У зв'язку з інфляцією філси припинили враховуватися при розрахунках, хоча монети мали ходіння і деякі продавці вказували ціну на свої товари в чотиризначних числах. У країні практично були відсутні обмінні пункти, однак валюту могли обміняти в аеропорту Багдада, готелях або банках. До 2003 року вартість динара значно впала, за 1 долар давали 2000 іракських динарів із зображенням Хусейна. На півночі Іраку мали ходіння динари досаддамівського часу. Динари старого зразка називають «швейцарськими», оскільки їх друкували в Швейцарії. Вони були основною валютою іракського Курдистану, автономного району на півночі Іраку.

### Постсаддамівський час
8 липня 2003 голова тимчасової окупаційної адміністрації Іраку Пол Бремер у зверненні до громадян країни оголосив про проведення в країні грошової реформи. Бремер також повідомив про заснування в Іраку незалежного Центрального банку. Планувалося вилучити всі старі гроші і створити єдину валюту, яка була б у обігу в усій країні. Тимчасова адміністрація вирішила повернути динари, що вийшли з обігу в 1991 році, при цьому змінивши їх колір і номінал.
Всі банкноти із зображенням Саддама були виведені з обігу в 2003 році. Купюри із зображенням Хусейна, що вийшли з обігу, спалювали в спеціально обладнаних печах — по мільярду щодня. З 15 жовтня 2003 року Ірак перейшов на нові купюри номіналом в 50, 250, 1 000, 5 000, 10 000 і 25 000 динарів . Обмін валюти тривав до 18:00 15 січня 2004 року, після чого банкноти із зображенням Саддама Хусейна стали недійсними . До цього дня за один долар у Багдаді давали одну тисячу іракських динарів. Обмін валюти відбувався таким чином:
1. Один старий динар обмінювали на один новий динар.
2. Одиницю «швейцарського динара» обмінювали на 150 нових іракських динарів.

Від підробок нові динари захищені рельєфними літерами, водяними знаками, захисними нитками і символами, що змінюють свій колір залежно від кута нахилу . Захисна смуга з мікротекстом арабською по всій довжині проходить праворуч від центру. Металізована пірнаюча захисна смуга виходить назовні на лицьовій стороні банкноти. Основні кольори — червоно-коричневий, ліловий і вохристий .

## Монети
Іракські монети були введені в обіг в 1931 і 1932 роках номіналами 1, 2, 4, 10, 20, 50 і 200 філсів. Монети номіналом 20, 50 і 200 філсів карбувалися з срібла. 1953 року в обіг були введені монети номіналом 100 філсів, що чеканилися також зі срібла. Після утворення Іракської республіки в 1959 році в обіг вийшли монети номіналами 1, 5, 10, 25, 50 і 100 філсів. 1967 року почали випускатися монети нового зразка номіналами 5, 10, 25, 50 і 100 філсів. З 1970 року також випускалися нікелеві монети номіналом 250 філсів, а з 1971 р — і 500 філсів. Крім того з 1980 року в обіг були введені нікелеві монети номіналом 1 динар .
Починаючи від 1990 монети в Іраку перестали випускати через знецінення динара.
У 2004 році в обіг були запущені нові монети в 25, 50 і 100 динарів :
| Номінал     | Діаметр | Вага  | Склад                  | Аверс                                                 | Реверс                                  |
| ----------- | ------- | ----- | ---------------------- | ----------------------------------------------------- | --------------------------------------- |
| 25 динарів  | 17,5 мм | 2,5 г | Сталь, покрита міддю   | По-арабськи: «Центральний Банк Іраку» і «25 динарів»  | Територія Іраку з річками Тигр і Євфрат |
| 50 динарів  | 20,0 мм | 3,4 г | Сталь, покрита латунню | По-арабськи: «Центральний Банк Іраку» і «50 динарів»  | Територія Іраку з річками Тигр і Євфрат |
| 100 динарів | 22,0 мм | 4,3 г | Нержавіюча сталь       | По-арабськи: «Центральний Банк Іраку» і «100 динарів» | Територія Іраку з річками Тигр і Євфрат |

## Банкноти
З моменту здобуття незалежності іракські грошові купюри змінювалися декілька разів. Попри це, написи на банкнотах робилися двома мовами: арабською та англійською. Написи на реверсах всіх банкнот: Центральний Банк Іраку і номінал — тільки англійською мовою, на аверсах — номінал арабською мовою.

### Серія 1932—1958 років
|  |  | 1/4 динара  | зелений, чорний           | Фейсал I                 | Королівський герб Іраку, номінал | Фейсал I                 | 1932 |
|  |  | 1/2 динара  | червоний, чорний          | Фейсал I                 | Королівський герб Іраку, номінал | Фейсал I                 | 1932 |
|  |  | 1 динар     | чорний, коричневий, синій | Фейсал I                 | Королівський герб Іраку, номінал | Фейсал I                 | 1932 |
|  |  | 1 динар     | зелений                   | Фейсал II у дитинстві    | Королівський герб Іраку, номінал | Фейсал II                | 1939 |
|  |  | 5 динарів   | червоний, чорний          | Фейсал I                 | Королівський герб Іраку, номінал | Фейсал I                 | 1932 |
|  |  | 10 динарів  | фіолетовий, чорний        | Фейсал I                 | Королівський герб Іраку, номінал | Фейсал I                 | 1932 |
|  |  | 100 динарів | жовтий, червоний, чорний  | Фейсал I                 | Королівський герб Іраку, номінал | Фейсал I                 | 1932 |
|  |  | 100 динарів | жовтий, зелений, чорний   | [Фейсал II]] у дитинстві | Королівський герб Іраку, номінал | [Фейсал II]] у дитинстві | 1939 |

### Епоха Саддама
Як на динар, так і на все життя й історію країни особливо вплинули президент країни та лідер партії Баас Саддам Хусейн, який встановив у країні режим диктатури і культу особи. Одним із проявів його культу стало друкування портрета президента на іракських банкнотах. У роки його правління в Іраку відмовилися від водяних знаків і захисних ниток, замінивши їх імітацією. Це сприяло ефективній боротьбі з фальшивомонетниками .

#### Серія1991/1995років
| Динари 1991 / 1995 років | Динари 1991 / 1995 років | Динари 1991 / 1995 років | Динари 1991 / 1995 років | Динари 1991 / 1995 років | Динари 1991 / 1995 років | Динари 1991 / 1995 років | Динари 1991 / 1995 років                                 | Динари 1991 / 1995 років     | Динари 1991 / 1995 років |
| Зображення               | Зображення               | Номінал (в динарах)      | Розміри (мм)             | Колір                    | Колір                    | Опис                     | Опис                                                     | Опис                         | Дата друку               |
| Аверс                    | Реверс                   | Номінал (в динарах)      | Розміри (мм)             | Колір                    | Колір                    | Аверс                    | Реверс                                                   | Водяний знак                 | Дата друку               |
| ------------------------ | ------------------------ | ------------------------ | ------------------------ | ------------------------ | ------------------------ | ------------------------ | -------------------------------------------------------- | ---------------------------- | ------------------------ |
| Файл:1IQD1992front.jpg   | Файл:1IQD1992back.jpg    | 1                        |                          |                          |                          | Золота монета Аббасидів  | Школа Аль-Мустансирія в Багдаді                          |                              | 1992                     |
|                          |                          | 5                        |                          |                          |                          | Саддам Хусейн            | Монумент невідомого солдата в Багдаді                    |                              | 1992                     |
| Файл:10IQD1992front.jpg  | Файл:10IQD1992back.jpg   | 10                       |                          |                          |                          | Саддам Хусейн            | Шумер ський крилатий бик (Шеду) з палацу царя Саргона II |                              | 1994                     |
|                          |                          | 50                       |                          |                          |                          | Саддам Хусейн            | Знаменитий мінарет мечеті в Самаррі                      | Кліше банкнот 1991 і 1995 р. | 1991                     |
|                          |                          | 50                       |                          |                          |                          | Саддам Хусейн            | Міст імені Саддама Хусейна                               |                              | 1994                     |
| Файл:100IQD1991front.jpg | Файл:100IQD1991back.jpg  | 100                      |                          |                          |                          | Саддам Хусейн            | Мечі Кадісії                                             |                              | 1991                     |
| Файл:100IQD1994front.jpg | Файл:100IQD1994back.jpg  | 100                      |                          |                          |                          | Саддам Хусейн            | Багдадський годинник                                     |                              | 1994                     |
| Файл:250IQD1995front.jpg | Файл:250IQD1995back.jpg  | 250                      |                          |                          |                          | Саддам Хусейн            | Панно пам'ятника свободи в Багдаді                       |                              | 1995                     |

#### Серія2001/2002років— останній випуск Саддама
| Динари 2001 / 2002 року    | Динари 2001 / 2002 року   | Динари 2001 / 2002 року | Динари 2001 / 2002 року | Динари 2001 / 2002 року | Динари 2001 / 2002 року | Динари 2001 / 2002 року                                               | Динари 2001 / 2002 року                                        | Динари 2001 / 2002 року | Динари 2001 / 2002 року |
| Зображення                 | Зображення                | Номінал (в динарах)     | Розміри (мм)            | Колір                   | Колір                   | Опис                                                                  | Опис                                                           | Опис                    | Дата друку              |
| Аверс                      | Реверс                    | Номінал (в динарах)     | Розміри (мм)            | Колір                   | Колір                   | Аверс                                                                 | Реверс                                                         | Водяний знак            | Дата друку              |
| -------------------------- | ------------------------- | ----------------------- | ----------------------- | ----------------------- | ----------------------- | --------------------------------------------------------------------- | -------------------------------------------------------------- | ----------------------- | ----------------------- |
|                            |                           | 25                      | 156 х 68 мм             |                         | Зелено-жовтий           | Саддам Хусейн                                                         | Ворота Іштар                                                   | Нема                    | 2001                    |
| Файл:100IQD2002front.jpg   | Файл:100IQD2002back.jpg   | 100                     | 156 х 68 мм             |                         | Блакитний               | Саддам Хусейн                                                         | Старий Багдад                                                  | Нема                    | 2002                    |
| Файл:250IQD2002front.jpg   | Файл:250IQD2002back.jpg   | 250                     |                         |                         |                         | Саддам Хусейн                                                         | Купол Скелі                                                    | Нема                    | 2002                    |
| Файл:10000IQD2002front.jpg | Файл:10000IQD2002back.jpg | 10 000                  | 155х68 мм               |                         | Рожевий                 | Саддам Хусейн на тлі мінарета і Монумента невідомого солдата в центрі | У центрі школа Аль-Мустансирія, праворуч — арабська астролябія | Квітковий орнамент      | 2002                    |

### З2003— дотепер (окупаційні)
| Новий динар 2003 року             | Новий динар 2003 року         | Новий динар 2003 року | Новий динар 2003 року | Новий динар 2003 року | Новий динар 2003 року | Новий динар 2003 року                                               | Новий динар 2003 року                                   | Новий динар 2003 року | Новий динар 2003 року |
| Зображення                        | Зображення                    | Номінал (в динарах)   | Розміри (мм)          | Колір                 | Колір                 | Опис                                                                | Опис                                                    | Опис                  | Дата друку            |
| Аверс                             | Реверс                        | Номінал (в динарах)   | Розміри (мм)          | Колір                 | Колір                 | Аверс                                                               | Реверс                                                  | Водяний знак          | Дата друку            |
| --------------------------------- | ----------------------------- | --------------------- | --------------------- | --------------------- | --------------------- | ------------------------------------------------------------------- | ------------------------------------------------------- | --------------------- | --------------------- |
| Файл:50dinarsfront (Small).jpg    | Файл:50dinarsback (Small).jpg | 50                    |                       |                       | Фіолетовий            | Зернові елеватори в Басрі                                           | Фінікові пальми                                         | Голова коня           | 2003 рік              |
|                                   |                               | 250                   |                       |                       | Блакитний             | Арабська астролябія                                                 | Мінарет Мальвійя мечеті в Самаррі                       | Голова коня           | 2003 рік              |
| Файл:IraqP92-500Dinars-2004 f.jpg |                               | 500                   | 142 × 66 мм           |                       | Синьо-зелений         | Гребля Дука на річці аль-Заб                                        | Шумерський крилатий бик (Шеду) з палацу царя Саргона II | Голова коня           | 2004 рік              |
| Файл:1000IQDfront.jpg             | Файл:1000IQDback.jpg          | 1 000                 |                       |                       | Коричневий            | Золота монета Аббасидів                                             | Школа Аль-Мустансирія в Багдаді                         | Голова коня           | 2003 рік              |
|                                   |                               | 5 000                 |                       |                       | Темно-синій           | Водоспад в яру Алі Біг                                              | Фортеця Аль-Ухетер в пустелі                            | Голова коня           | 2003 рік              |
| Файл:10000IQDfront.jpg            | Файл:10000IQDback.jpg         | 10 000                |                       |                       | Зелений               | Ібн аль-Хайсам                                                      | Мечеть Аль-Нурі в Мосулі                                | Голова коня           | 2003 рік              |
| Файл:25000IQDfront.jpg            | Файл:25000IQDback.jpg         | 25 000                | 176 × 78 мм           |                       | Червоний              | Селянин у національному курдському одязі, праворуч трактор на ріллі | Барельєф вавилон ського царя Хаммурапі                  | Голова коня           | 2003 рік              |

### Серія2013-2015
| Серія 2013–2015 | Серія 2013–2015 | Серія 2013–2015     | Серія 2013–2015 | Серія 2013–2015 | Серія 2013–2015 | Серія 2013–2015                                              | Серія 2013–2015        | Серія 2013–2015 | Серія 2013–2015 |
| Зображення      | Зображення      | Номінал (в динарах) | Розміри (мм)    | Колір           | Колір           | Опис                                                         | Опис                   | Опис            | Дата друку      |
| Аверс           | Реверс          | Номінал (в динарах) | Розміри (мм)    | Колір           | Колір           | Аверс                                                        | Реверс                 | Водяний знак    | Дата друку      |
| --------------- | --------------- | ------------------- | --------------- | --------------- | --------------- | ------------------------------------------------------------ | ---------------------- | --------------- | --------------- |
|                 |                 | 10000               |                 |                 | Зелений         | Площа визволення, Багдад                                     | Велика мечеть Аль-Нурі |                 | 2013 рік        |
|                 |                 | 25000               |                 |                 | Червоний        | Курдський селянин тримає глечик, трактор і золотий динар     | Закони Хаммурапі       |                 | 2013 рік        |
|                 |                 | 50000               | 142 × 66 мм     |                 | Коричневий      | Водоспад Гелі Алі Бег, водяне колесо на річці Євфрат, пальми | Болотний араб, мудіф   | 2015 рік        |                 |